# Quartet de corda núm. 11 (Weinberg)
El Quartet de corda núm. 11 en fa menor, op. 89, va ser compost per Mieczysław Weinberg entre octubre i desembre de 1965. Dedicat a Victoria Weinberg, la filla gran del compositor, va ser estrenat pel Quartet Borodin el 13 d'abril de 1967 a Moscou.

## Moviments
- I. Allegro assai
- II. Allegretto
- III. Adagio semplice
- IV. Allegro leggiero

## Anàlisi musical
El quartet es desplega en quatre moviments, tot i que només el primer —un Allegro assai d’energia continguda— s’allunya del caràcter predominantment íntim de la resta de l’obra. A mesura que avança, s’imposa un to delicat i vaporós, ple de matisos subtils, on la presència constant de la sordina i la recurrència de solos confereixen a la música una qualitat gairebé confessional, com si es tractés d’un diàleg interior carregat de complexitat emocional.
El silenci, que en aquest quartet ocupa més de la meitat del discurs musical, esdevé un element estructural i expressiu de primer ordre, conferint a l’obra un caràcter insòlit dins del catàleg de Weinberg. L’inici, en un Allegro assai de gestos reticents i gairebé titubejants, sembla avançar amb recel, com si l’obra caminés amb la mirada clavada enrere. El Scherzo que segueix, breu i canviant, actua com un miratge sonor abans que les inquietuds més profundes emergeixin amb nitidesa en l’Adagio simplice, on la tensió interior es condensa fins a límits gairebé insuportables. Finalment, el Allegro leggiero clou el trajecte amb una aparença de lleugeresa que no nega el pes del qual l’ha precedit, sinó que l’integra en una resolució fràgil però assossegada.
Diversos crítics han assenyalat l’empremta dels sis quartets de Bartók (1908-39) en aquesta obra, perceptible tant en l’ús agosarat del color instrumental com en l’exploració rítmica i la tensió formal, que recorden el llenguatge intens i visionari del compositor hongarès.